# キャメロット (1967年の映画)
『キャメロット』（Camelot）は、同名のミュージカルを原作としたジョシュア・ローガン監督による1967年のアメリカ合衆国の映画である。リチャード・ハリスがアーサー王役、ヴァネッサ・レッドグレイヴがグィネヴィア役、フランコ・ネロがランスロット役を務めた。

## キャスト
| 役名               | 俳優                                                | 日本語吹替 （テレビ版） |
| ------------------ | --------------------------------------------------- | ----------------------- |
| アーサー王         | リチャード・ハリス                                  | 野沢那智                |
| グィネヴィア       | ヴァネッサ・レッドグレイヴ （歌: マーニ・ニクソン） | 二木てるみ              |
| ランスロット       | フランコ・ネロ （歌: ジーン・メルリノ）             | 玄田哲章                |
| モードレッド       | デヴィッド・ヘミングス                              | 古川登志夫              |
| ペリノー           | ライオネル・ジェフリーズ                            | 大久保正信              |
| マーリン           | ローレンス・ネイスミス                              | 千葉耕市                |
| ダップ             | ピエール・オラフ                                    |                         |
| レディ・クラリンダ | エステル・ウィンウッド                              |                         |
| ライオネル         | ゲイリー・マーシャル                                | 池田勝                  |
| ディナダン         | アンソニー・ロジャース                              | 小野田英一              |
| サグラモール       | ピーター・ブラミロウ                                |                         |
| レディ・シビル     | スー・ケイシー                                      |                         |
| トマス・マロリー   | ゲイリー・マーシュ                                  |                         |
| 若年期のアーサー   | ニコラス・ビューヴィ                                | 柳田洋                  |
| その他             | N/A                                                 | 原浩 加藤正之 永久勲雄  |
| 日本語版スタッフ   |                                                     |                         |
| 演出               | 演出                                                | 福永莞爾                |
| 翻訳               | 翻訳                                                | 佐藤一公                |
| 録音               | 録音                                                | 国正明 TFCスタジオ      |
| 制作               | 制作                                                | 東北新社                |

## 受賞とノミネート
| 賞           | 部門           | 候補                                                            | 結果       |
| ------------ | -------------- | --------------------------------------------------------------- | ---------- |
| アカデミー賞 | 撮影賞         | リチャード・H・クライン                                         | ノミネート |
| アカデミー賞 | 編曲賞         | アルフレッド・ニューマン、ケン・ダービー                        | 受賞       |
| アカデミー賞 | 衣裳デザイン賞 | ジョン・トラスコット                                            | 受賞       |
| アカデミー賞 | 美術賞         | ジョン・トラスコット、エドワード・キャレア、ジョン・W・ブラウン | 受賞       |
| アカデミー賞 | 録音賞         | ワーナー・ブラザース＝セヴン・アーツ・スタジオ・サウンド部      | ノミネート |